# Miho Tanaka
Miho Tanaka (jap. 田中 美保, Tanaka Miho; * 8. April 1976) ist eine japanische Badmintonspielerin.

## Karriere
Miho Tanaka nahm 2004 im Dameneinzel an Olympia teil. Sie verlor dabei gleich in Runde eins und wurde somit 17. in der Endabrechnung. Schon 1998 hatte sie in Japan den Meistertitel im Dameneinzel gewonnen. 1999 siegte sie bei den Irish Open und den Swiss Open. 2004 war sie bei den Peru International erfolgreich.

## Sportliche Erfolge
| Saison | Veranstaltung                | Disziplin   | Platz | Name        |
| ------ | ---------------------------- | ----------- | ----- | ----------- |
| 1998   | Japan: Einzelmeisterschaften | Dameneinzel | 1     | Miho Tanaka |
| 1999   | Irish Open                   | Dameneinzel | 1     | Miho Tanaka |
| 1999   | Swiss Open                   | Dameneinzel | 3     | Miho Tanaka |
| 2004   | Peru International           | Dameneinzel | 1     | Miho Tanaka |
| 2004   | Olympia                      | Dameneinzel | 17    | Miho Tanaka |